# Rascht
Rascht (persisch رشت, auf Gilaki Rescht) ist die Hauptstadt der iranischen Provinz Gilan.
Rascht ist die größte Stadt an der iranischen Küste des Kaspischen Meeres. Aufgrund der Lage zwischen Küste und Gebirge ist die Umgebung regnerisch und weist ein feuchtes subtropisches Klima auf. 
Die Stadt fungiert als Handelszentrum zwischen dem Kaukasus, Russland und Iran mittels des nahen Hafen von Bandar-e Anzali.

## Geografie

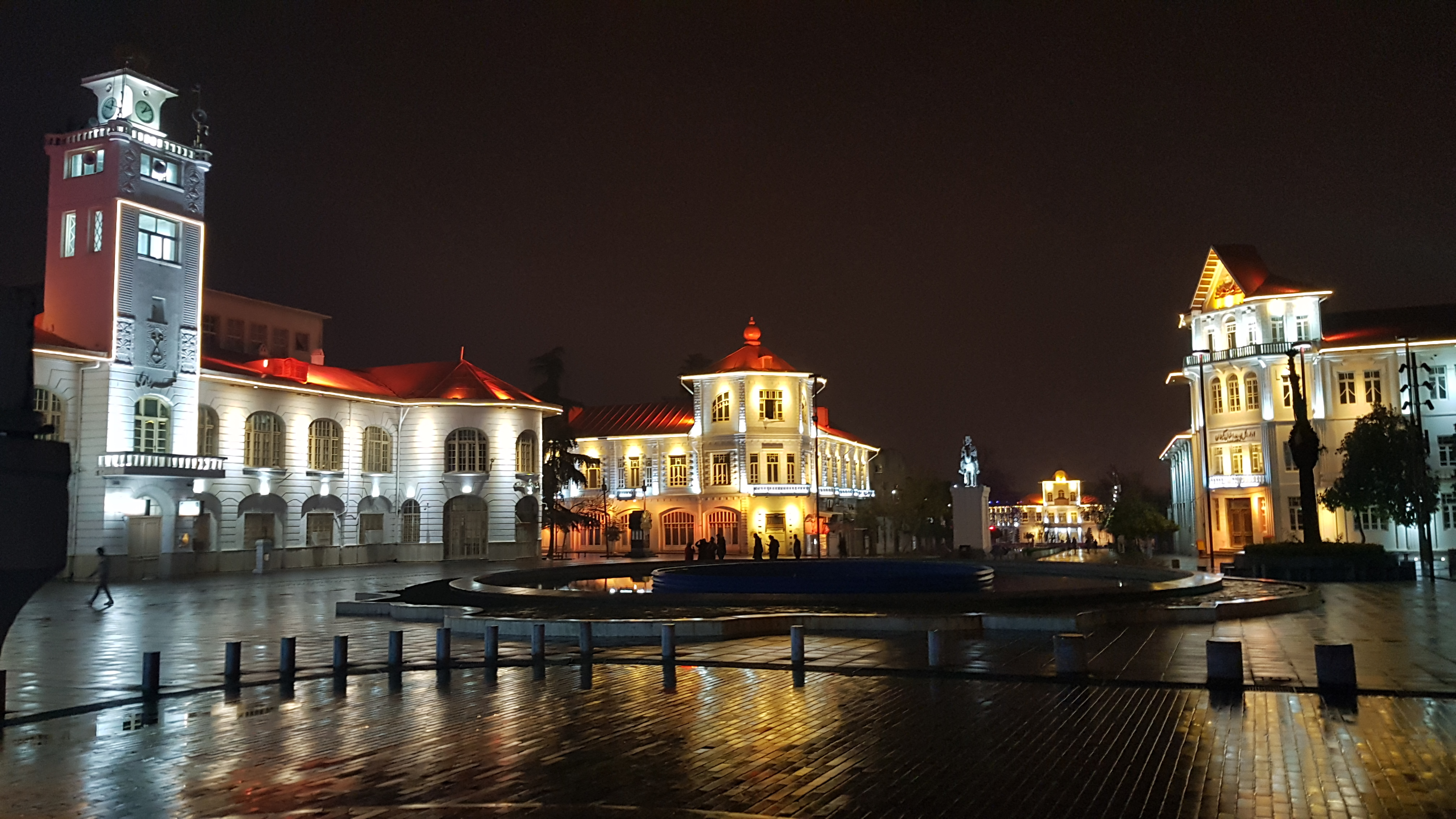
Rathaus von Rascht

Rascht ist mit knapp 680.000 Einwohnern (Stand 2016) die größte Stadt des südkaspischen Tieflands, einem Küstensaum, der sich von Āzarbāydschān im Nordwesten über die iranischen Provinzen Gilan und Mazandaran bis in die Ebenen der Provinz Golestân in Osten erstreckt.

## Geschichte

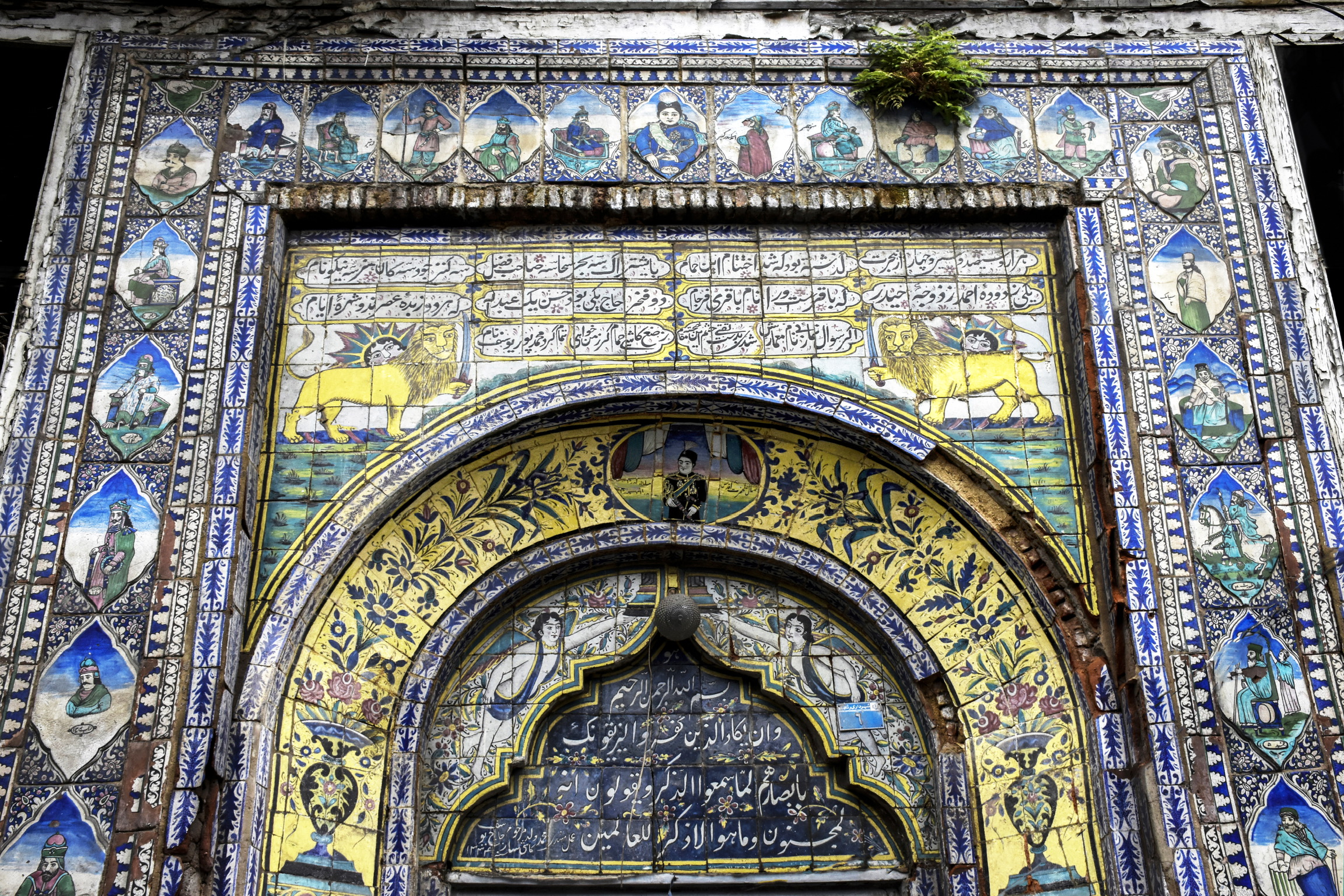
Badehaus mit persischer Kunst

Die Entwicklung der Stadt setzte relativ spät erst im 14. Jahrhundert an, als die alten Städte in den Bergen, die oft auch Hauptstädte lokaler Dynastien waren, an Bedeutung verloren. Der safawidische Herrscher Schah Abbas ernannte Rascht zur Hauptstadt der Provinz Gilan. Darüber hinaus wuchs die Bedeutung der Stadt mit dem Handel, trotzdem blieb Rascht noch lange eher ein großes Dorf mit weit verstreuten Häusern als eine echte Stadt. Die Bevölkerung lag vor dem Ersten Weltkrieg bei nicht mehr als 60.000. Im Gegensatz zu anderen iranischen Städten besaß es daher auch keine Stadtmauer und der Basar, der üblicherweise überdacht ist, war hier offen. Diese Eigenart wurde von mehreren europäischen Reisenden bemerkt.
Zusammen mit Aserbaidschan waren Gilan und seine Hauptstadt Rascht mehrmals von Russland bzw. der Sowjetunion besetzt: 1723–36, 1909/11–12, 1915–18, 1920–21, 1941–46. Hier wurde die Iranische Sowjetrepublik errichtet.

## Wirtschaft
Bekannt ist Rascht für seinen alten Basar, auf dem vornehmlich der Handel mit Lebensmitteln (Obst, Gemüse und Kaspi-Fisch) blüht. Rascht ist auch bekannt für Persiens feinste Teppich-Nadelstich-Arbeiten.

## Verkehr
Die Stadt ist an der Bahnstrecke Qazvin–Astara(–Aserbaidschan) angeschlossen. Der Flughafen Rascht verbindet die Stadt mit Zielen im In- und Ausland.

## Bildung
Die Universität Gilan in Rascht unterhält eine Universitätspartnerschaft mit der TU Berlin.

## Bevölkerung
Die Mehrheit der Einwohner sind Gilaker, ein iranisches Volk im Norden Irans. Sie sprechen als Muttersprache Gilaki und Persisch als Zweitsprache. Neben den Gilakern leben noch Perser, Mazandaraner, Kurden, Aserbaidschaner und andere Minderheiten in Rascht. Die Mehrheit gehört dem schiitischen Islam an.

## Klima
Das Klima in Rascht unterscheidet sich erheblich von dem im Rest des Landes. Durch die Nähe zum Kaspischen Meer und zum Elburs-Gebirge im Süden sammeln sich besonders viele niederschlagsreiche Wolken oberhalb der Stadt. Die Sommer sind schwül-heiß und die Winter mild. Die Niederschlagsmenge kann von Jahr zu Jahr stark variieren. Im Rekordjahr fielen mehr als 2200 mm, in trockenen Jahren kann der Wert auf 700 mm sinken. Begünstigt durch die hohen Regenmengen kann im Norden Irans auch Reis angebaut werden.
|                       | Jan   | Feb   | Mär   | Apr  | Mai  | Jun  | Jul  | Aug  | Sep   | Okt   | Nov   | Dez   |   |      |
| Mittl. Tagesmax. (°C) | 11,1  | 11,2  | 13,2  | 19,1 | 24,1 | 28,0 | 30,3 | 30,1 | 26,7  | 22,0  | 17,4  | 13,5  | ⌀ | 20,6 |
| Mittl. Tagesmin. (°C) | 2,4   | 2,6   | 5,1   | 9,5  | 14,2 | 18,0 | 20,2 | 20,2 | 17,5  | 13,1  | 8,3   | 4,3   | ⌀ | 11,3 |
|                       |       |       |       |      |      |      |      |      |       |       |       |       |   |      |
| Niederschlag (mm)     | 133,6 | 119,8 | 117,1 | 63,5 | 54,3 | 44,7 | 42,0 | 71,4 | 157,4 | 215,4 | 186,0 | 153,8 | Σ | 1359 |
|                       |       |       |       |      |      |      |      |      |       |       |       |       |   |      |
| Regentage (d)         | 13,4  | 12,8  | 15,7  | 11,8 | 11,0 | 7,2  | 6,0  | 8,8  | 11,9  | 13,6  | 12,9  | 12,9  | Σ | 138  |

| 2,4 |

| 2,6 |

| 5,1 |

| 9,5 |

| 14,2 |

| 18,0 |

| 20,2 |

| 20,2 |

| 17,5 |

| 13,1 |

| 8,3 |

| 4,3 |

| 2,4 |

| 2,6 |

| 5,1 |

| 9,5 |

| 14,2 |

| 18,0 |

| 20,2 |

| 20,2 |

| 17,5 |

| 13,1 |

| 8,3 |

| 4,3 |

## Persönlichkeiten
- Sayyid Kāzim Raschti (1793–1843), iranischer Führer des Scheichismus
- Alexander Kassimowitsch Kasembek (1802–1870), aserbaidschanisch-russischer Orientalist und Hochschullehrer
- Fathollah Akbar Sepahdar (1878–1947), Politiker
- Mirza Kutschak Khan (1880–1921), schloss sich der konstitutionellen Bewegung an und unterstützte die Konstitutionelle Revolution, die im Iran zur Abschaffung der absolutistischen Monarchie, der Einführung einer an westlichen Vorbildern ausgerichteten Verfassung und der Wahl eines Parlaments führte
- Ebrahim Pourdavood (1885–1965), Gründer der Gesellschaft für Iranologie im Jahr 1945, honoriert mit dem „Knight of Saint Sylvester Pope“, und der höchsten deutschen akademischen Ehrung durch Theodor Heuss im Jahr 1955
- Mahmoud Behzad (1913–2007), iranischer Übersetzer, Autor und Biologe. Er gilt als Vater der modernen iranischen Biologie.
- Mahmoud Namdjou (1918–1990), Gewichtheber
- Azar Andami (1926–1984), Medizinerin und Bakteriologin
- Huschang Ebtehadsch (1928–2022), iranischer Poet
- Bahman Mohasses (1932–2010), Maler, Bildhauer und Übersetzer
- Madjid Samii (* 1937), iranischer Neurochirurg, honoriert mit dem Bundesverdienstkreuz
- Anoushiravan Rohani (* 1939), iranischer Komponist, Pianist, Songwriter
- Khosrow Golsorkhi (1944–1974), Journalist, Dichter und kommunistischer Aktivist
- Susan Taslimi (* 1950), Schauspielerin und Filmproduzentin
- Mohammad Mehdi-Achundsade Basti (* 1955), iranischer Diplomat, ehemaliger Botschafter der Islamischen Republik Iran in Deutschland
- Kambuzia Partovi (1955–2020), iranischer Filmregisseur und Drehbuchautor
- Alireza Panjeei (* 1961), iranischer Dichter und Journalist
- Reza Ramezani (* 1963), schiitischer Ajatollah, Leiter und Direktor des Islamischen Zentrums Hamburg
- Marjane Satrapi (* 1969), iranische Comiczeichnerin
- Kambiz Hosseini (* 1975), iranischer Komiker, Moderator, Schauspieler und Schriftsteller
- Yousef Nadarkhani (* 1977), evangelischer Pfarrer
- Mohammad Tolouei (* 1979), Dichter, Drehbuchautor, Schriftsteller und Theaterautor
- Houman Seyyedi (* 1980), Schauspieler, Regisseur und Drehbuchautor
- Asghar Ebrahimi (* 1982), Gewichtheber
- Delara Darabi (1986–2009), eine zum Tode verurteilte und hingerichtete Iranerin
- Shohreh Bayat (* 1987), Schachschiedsrichterin und -spielerin
- Mohsen Forouzan (* 1988), Fußballtorwart
- Homayoon Toufighi (* 1990), Schachgroßmeister

## Partnerstädte
- Multan, Pakistan
- Trabzon, Türkei
- Rascht, Tadschikistan